# Trine Hansen
 Hanne Trine Hansen  (ur. 19 lutego 1973 w Ringsted) – duńska wioślarka. Brązowa medalistka olimpijska z Atlanty.
Specjalizowała się w jedynce i w tej konkurencji sięgnęła po medal w 1996. W 1992 zajęła ósme miejsce. Trzy razy była medalistką mistrzostw świata, w tym raz złotą (1994). W 1993 sięgnęła po brąz tej imprezy, w 1997 była srebrną medalistką.